# Florian Barciński
Florian Barciński (ur. 4 maja 1901 w Kamiennej, zm. 28 grudnia 1987 w Poznaniu) – polski geograf, ekonomista i dr hab. nauk geograficznych. Profesor nadzwyczajny Akademii Handlowej w Poznaniu.

## Życiorys
Syn Józefa i Franciszki z Witkowskich. W latach 1915–1917 należał do drużyny harcerskiej w Charkowie. W 1918 był członkiem POW obwodu kieleckiego. W 1920 roku ochotniczo wstąpił do Wojska Polskiego i walczył na froncie. Ukończył gimnazjum w Skarżysku Kamiennej, następnie w 1927 roku wydział ekonomiczny na Uniwersytecie Poznańskim, doktorat w 1930, a w latach 1927–1937 był starszym asystentem na tym uniwersytecie. Od 1931 był wykładowcą geografii gospodarczej, od 1937 zastępca profesora na WSH w Poznaniu. Od 1928 roku współzałożyciel i członek zarządu Związku Ekonomistów, ponadto członek Polskiego Towarzystwa Statystycznego w Warszawie. Od 1930 roku członek komitetu redakcyjnego Ruchu Prawniczego i Ekonomicznego.
W lipcu 1945 habilitował się na podstawie dorobku naukowego rozprawy z dziedziny geografii, a w październiku w tym samym roku uzyskał stopień naukowy profesora nadzwyczajnego. W latach 1948–1951 był rektorem Akademii Handlowej w Poznaniu, którą przemianowano na Wyższą Szkołę Ekonomiczną. Od 1952 do 1966 był kierownikiem w Katedrze Geografii Uniwersytetu Poznańskiego.
Od 16 sierpnia 1928 roku był mężem Stefanii Hantz.
Zmarł 28 grudnia 1987 roku. Został pochowany na cmentarzu Górczyńskim w Poznaniu.

## Ordery i odznaczenia
- Krzyż Komandorski Orderu Odrodzenia Polski[1]
- Odznaka tytułu honorowego „Zasłużony Nauczyciel PRL”[1]
- tytuł honorowy Doctor honoris causa[1]